# Бальдрик, Альберто Фелипе де
Альберто Фелипе де Бальдрик-и-де Весиана (кат. Alberto Felipe de Baldrich y de Veciana; 31 декабря 1788, Вальс — 26 сентября 1864, Мадрид) — испанский военный и государственный деятель. Министр внутренних дел Испании с сентября по декабрь 1838 года. Второй Маркиз де Вальгорнера.

## Биография
Альберто Фелипе де Бальдрик родился в знатной семье землевладельцев, происходящей из древнего каталонского рода. Его отец Фелипе Бальдрик, по праву титула маркиза Вальгорнера, был владельцем замка в городке Эль-Роурель.
Получив образование, Альберто отправился на военную службу, где с началом войны за независимость, был зачислен в Королевский инженерный корпус армии Каталонии. В июле 1809, получив звание прапорщика, он заступил на службу во второй полк Королевской гвардии Испании. В апреле 1810, при осаде Лериды, Альберто был взят в плен и вывезен во Францию, где оставался до конца войны. Вернувшись в свой полк в январе 1815 года, он возглавил архив управления Королевского валлонского гвардейского корпуса. Через четыре месяца он был назначен в каталонскую армию, в классе второго помощника генерала Генерального штаба. Во время либерального трёхлетия, он был военным атташе в испанском посольстве в Париже, где помимо своих прямых обязанностей изучал организацию армий Великобритании, Франции и Нидерландов.
Уйдя из вооружённых сил в феврале 1833 года, Альберто решил начать административную карьеру и стал членом совета по изучению перспективы создания телеграфной сети на Иберийском полуострове. После отказа занять пост губернатора провинции Таррагона, ему была предоставлена возможность выхода на пенсию. Однако, Альберто Фелипе отказался от этого предложения и принял участие в выборах 1837 года, где стал депутатом от Барселоны и сенатором от Таррагоны. 6 сентября 1838 года он занял пост министра внутренних дел Испании. Однако, через три месяца, он совместно с другими министрами подписал прошение об отставке, и 6 декабря покинул кабинет министров. Уйдя из правительства, он остался в Сенате, где получил назначение от провинции Жирона, а впоследствии получил титул пожизненного сенатора от Таррагоны.